# Сумерки женской души (фильм)
«Сумерки женской души» — российский немой полнометражный фильм Евгения Бауэра, снятый в 1913 г. Выпуск на экраны состоялся 26 ноября 1913 г.. Фильм был показан на Международном Берлинском кинофестивале 14 февраля 2007 года.

## Сюжет
Вера Дубовская — молодая графиня, уставшая от окружающей её роскоши. После предложения своей матери помочь ей в её благотворительной деятельности, Вера решает посвятить себя заботе о несчастных и обездоленных. Во время одной из поездок к бедным Вера приглянулась слесарю и пьянице Максиму Петрову, который, обманом заманив к себе в каморку, обесчестил её. Потрясённая случившимся, Вера убивает Максима.
Через год к Вере сватается знатный князь Дольский и она выходит за него. Однако он прогоняет её, узнав об истории с Максимом. Вера уезжает за границу, где забывает о прошлом и становится знаменитой певицей. Князь едет за ней и умоляет вернуться, однако Вера отказывает. Князь кончает с собой.

Это — драматическая история открытой миру и людям, чистой и доброй девушки из благополучной семьи, которая томится богатством и безделием, которая стремится помогать бедным, поддержать тех, кто на дне жизни. Но один из её подопечных оказался пьяницей, подонком, насильником, и она, защищаясь, убила его. Другой, любимый, ставший мужем, не поверил, не понял, не пожалел, впрочем, как позднее и она его... Вот и остаётся ей — душа в сумерках разочарования, одиночества, печали, а ему — пуля в висок. 

## В ролях
| Актёр           | Роль           |
| --------------- | -------------- |
| Нина Чернова    | Вера Дубовская |
| А. Угрюмов      | Максим Петров  |
| Валериан Демерт | Дольский       |

## Дополнительные факты
- Распоряжением шведской цензуры демонстрация картины в Швеции была запрещена[4][5].

## Критика
Журнал «Сине-фоно» отметил, что исполнительница главной роли Н. Черновой проявила «хорошую мимику и красивый жест», «хорошими партнерами ей являются артисты Демерт и Угрюмов».
Историк кино Вениамин Вишневский назвал эту картину Е. Бауэра «крайне характерной для всего его творчества».
Киновед Нея Зоркая писала о фильме в журнале «Искусство кино» (1997 г.):

«Банальное, в духе репертуара 1910-х, название не соответствовало рассказанной истории. Это был сюжет о молодой, красивой и доброй даме из высшего общества, которая искренне и сердечно помогает бедным. В одном из начальных кадров через окошко на лестнице многоэтажного дома, как бы с улицы, видны срезанные верхней рамкой две пары шагающих по ступенькам женских ножек в элегантной обуви: это Вера (так зовут героиню) с компаньонкой поднимаются на чердак в жилища бедноты. Абсолютно привычная в зрелом кинематографе синекдоха, смысловая деталь, художественно выразительная, помогающая повествованию и направляющая внимание зрителя в нужном для сюжета направлении, в ту пору являлась едва ли не откровением. Бауэр первым стал бороться против плоскостности экрана, против статичных общих планов, подражающих сценической картине, начал смело членить экранное пространство, разведывая возможности вертикальных и глубинных композиций».
В монографии «История отечественного кино» она также отмечала:

«… выделялись оригинальностью режиссёрского решения „Сумерки женской души“... Здесь-то и дан был чёткий абрис русской психологической драмы. Это была история юной красавицы, богатой, доброй, счастливой, страдающей от своего жизненного довольства на фоне бедности и страданий простого люда. Этот первый режиссёрский опыт Бауэра уже явил собой некую модель его будущих фильмов — он снимет их за четыре года более семидесяти. В лучших из них ... основой служит острый социальный или психологический конфликт, часто трагедия имущественного или классового неравенства».
Культуролог Кирилл Разлогов указал, что «своеобразие творческих поисков Бауэра ярко проявилось уже в его первой самостоятельной работе „Сумерки женской души“». Несмотря на то, что «сюжет выстроен по всем канонам мелодрамы, но отмечен некоторым своеобразием; если его концовка и носит морализаторский характер, то отнюдь не трафаретный». Режиссёр «форсировал элементы киновыразительности, которые в подавляющем числе фильмов десятых годов либо не использовались вовсе, либо обнаруживались в моменты высшего драматического накала».

В этой картине мы находим уже почти все характерные для творчества Бауэра моменты: эффектные декорации, глубинные мизансцены, сложные пространственные и светотеневые построения, включение рассказов и ретроспекций, вводимых двойной экспозицией или объяснением в титре, и даже ритмический монтаж, получивший развитие много позднее".
Историк Вера Устюгова также отметила, что фильм предопределил почерк режиссёра в дальнейшем.

«Сумерки женской души» — первый коронный фильм Евгения Францовича, не замедливший появиться в провинциальном прокате. Специфику фильма составил не надрывный, слезливый сюжет, а совершенно изумительное художественное построение картины. Полотно экрана словно полно цветочным рисунком: комнатные цветы, прихотливые светильники, газовые вуали, кружева дамских одежд — всё это впервые появилось в кинодействии Е. Бауэра и осталось в дальнейшем на правах исключительных «персонажей» его картин. 
Исследовательница русского кино Р. Морли рассматривала фильм в контексте положения женщины в обществе того времени (в последнее десятилетие Российской империи). Последовательность сцен изнасилования Веры выстроена таким образом, что героиня предстаёт невольно попавшей в ловушку невинной и беспомощной жертвой мужчины-хищника. По мнению Р. Морли, в дальнейшем режиссёр Бауэр показывает, что «между физическим насилием Максима и психологической болью, причинённой Дольским, мало различий». Конец фильма показывает, что Вера, сделав успешную карьеру и добившись финансовой независимости, добилась и эмоциональной независимости, отвергнув признание любви Дольского. При этом Вера является единственной героиней фильмов Бауэра, которая не позволяет любовным чувствам управлять её жизнью. Другие героини фильмов Бауэра либо «под влиянием любви забывают обо всём», либо, оставаясь эмоционально отстранёнными от мужчин (например, Мэри в фильме «Дитя большого города»), тем не менее полагаются на них.
Рэйчел Морли также посвятила фильму третью главу своей книги «Performing Femininity…». В рецензии на эту книгу профессор Я. Левченко отмечает, что в этой главе «реконструирован процесс, который Морли объявляет парадигматическим для русской культуры между двух революций» и «нигде более освобождение и обретение личностной автономии не получает столь же детального описания». Это связано с «отличной ориентацией самого Бауэра в „женском вопросе“, что наряду с его культурной и художнической искушённостью и помогает родиться выдающемуся произведению».
Киновед Лидия Зайцева так оценила значение фильма Евгения Бауэра: «По свидетельствам историков кино, это была первая картина, отмеченная характерными особенностями его индивидуального стиля, из основных принципов которого на следующем этапе возникнет целое художественное направление, сформировавшее изобразительный язык кинематографа как искусства».
По мнению ряда критиков, «фильм „Сумерки женской души“ (1913) является принципиальным художественным достижением отечественного кино и огромным шагом вперёд в его развитии».